# Nati nel 1931/Marzo
| Questa pagina contiene informazioni ricavate automaticamente dalle voci biografiche con l'ausilio del template Bio e di un bot. L'aggiornamento è periodico e automatico e ricostruisce completamente la pagina. Se manca una persona in questa lista, sei pregato di non aggiungerla, ma accertati piuttosto che la sua voce biografica contenga il template Bio e che i dati anagrafici siano correttamente compilati. Se il template Bio manca, inseriscilo tu stesso o, in alternativa, metti l'avviso {{tmp\|Bio}} che ne segnala la mancanza. Se i dati riportati sono sbagliati, correggi direttamente la voce biografica; le modifiche saranno visibili in questa lista entro pochi giorni. Per chiarimenti vedi il progetto biografie. La lista contiene solo le 221 persone che sono citate nell'enciclopedia e per le quali è stato implementato correttamente il template Bio. Pagina aggiornata al 18 ago 2025. |

- 1º marzo - Armando Carini, attore italiano († 2014)
- 1º marzo - Lamberto Dini, politico, economista e banchiere italiano
- 1º marzo - Tarcisio Fabris, calciatore e allenatore di calcio italiano († 2015)
- 1º marzo - Donato Lamorte, politico italiano († 2014)
- 1º marzo - Aluísio Francisco da Luz, calciatore brasiliano († 2020)
- 1º marzo - Al West, cestista canadese († 2017)
- 2 marzo - Nozomi Aoki, compositore e arrangiatore giapponese
- 2 marzo - Paolo Erba, calciatore italiano († 2016)
- 2 marzo - Amedeo Gigli, illustratore e scrittore italiano († 2020)
- 2 marzo - Michail Gorbačëv, politico sovietico († 2022)
- 2 marzo - Juan Ostoic, cestista e allenatore di pallacanestro cileno († 2020)
- 2 marzo - Emma Penella, attrice spagnola († 2007)
- 2 marzo - Colwyn Trevarthen, biologo e psicologo neozelandese († 2024)
- 2 marzo - Giorgio Valentinuzzi, calciatore e allenatore di calcio italiano († 2019)
- 3 marzo - Hans Ammann, fondista svizzero († 1980)
- 3 marzo - Alcibiade Boratto, politico italiano
- 3 marzo - Toni De Gregorio, regista e sceneggiatore italiano († 2006)
- 3 marzo - Anatolij Stepanovič Djatlov, ingegnere sovietico († 1995)
- 3 marzo - Lawrence Hauben, sceneggiatore e attore statunitense († 1985)
- 3 marzo - Willy Holzmüller, calciatore tedesco orientale († 2021)
- 3 marzo - Kang Song-san, politico nordcoreano († 1997)
- 3 marzo - Aldo Nardi, calciatore italiano († 2001)
- 3 marzo - Mario Pitocco, pittore italiano († 2002)
- 3 marzo - Bill Souter, calciatore scozzese († 2012)
- 3 marzo - Dora Tomasone Marinari, traduttrice e critica letteraria italiana († 2013)
- 4 marzo - Kenneth H. Cooper, medico e militare statunitense
- 4 marzo - William Henry Keeler, arcivescovo cattolico e cardinale statunitense († 2017)
- 4 marzo - Nikolaj Kostylev, sollevatore sovietico († 1993)
- 4 marzo - Danika La Loggia, attrice italiana
- 4 marzo - Frank Reddout, ex cestista statunitense
- 5 marzo - Fred, fumettista francese († 2013)
- 5 marzo - Jerrie Cobb, aviatrice statunitense († 2019)
- 5 marzo - Enzo D'Ambrosio, produttore cinematografico italiano († 2019)
- 5 marzo - Andrea Emiliani, storico dell'arte e funzionario italiano († 2019)
- 5 marzo - Remo Lancioni, ex calciatore e allenatore di calcio italiano
- 5 marzo - Vigilio Mich, fondista italiano († 2019)
- 5 marzo - Jean-Paul Roussillon, attore francese († 2009)
- 6 marzo - Nicolas Barone, ciclista su strada francese († 2003)
- 6 marzo - Carlo Galli, calciatore e dirigente sportivo italiano († 2022)
- 6 marzo - Carla Lonzi, attivista, saggista e critica d'arte italiana († 1982)
- 6 marzo - Gene Miller, ex hockeista su ghiaccio canadese
- 6 marzo - Hal Needham, regista, stuntman e attore statunitense († 2013)
- 6 marzo - Liborio Sfalanga, circense italiano († 2017)
- 6 marzo - John Smith, attore statunitense († 1995)
- 6 marzo - Jimmy Stewart, pilota automobilistico britannico († 2008)
- 6 marzo - Ed Whitlock, maratoneta canadese († 2017)
- 6 marzo - Carmen de Lavallade, ballerina, coreografa e attrice statunitense
- 7 marzo - Ženi Božinova, attrice bulgara
- 7 marzo - Atsuko Ikeda, principessa giapponese
- 7 marzo - Mady Mesplé, soprano francese († 2020)
- 7 marzo - Sailor Roberts, giocatore di poker statunitense († 1995)
- 7 marzo - Zdeněk Rylich, cestista cecoslovacco († 2024)
- 7 marzo - Bachisio Scarpa, politico italiano († 2007)
- 7 marzo - Walter Taibo, calciatore uruguaiano († 2021)
- 7 marzo - Rinaldo Traini, editore, storico e sceneggiatore italiano († 2019)
- 8 marzo - Willy Aronsen, calciatore norvegese († 2014)
- 8 marzo - Ibrahim Biogradlić, calciatore jugoslavo († 2015)
- 8 marzo - Battista Corbani, ex calciatore italiano
- 8 marzo - John McPhee, scrittore statunitense
- 8 marzo - Francisco Pires, ex calciatore portoghese
- 8 marzo - Neil Postman, sociologo statunitense († 2003)
- 9 marzo - Francesca Colombini Cinelli, dirigente d'azienda italiana († 2022)
- 9 marzo - Franco Colombo, giornalista e dirigente pubblico italiano († 2002)
- 9 marzo - Roy Eugene Davis, saggista statunitense († 2019)
- 9 marzo - Rogelio Domínguez, calciatore e allenatore di calcio argentino († 2004)
- 9 marzo - León Febres Cordero, politico ecuadoriano († 2008)
- 9 marzo - Martin Harwit, astronomo statunitense
- 9 marzo - Marcel Heyninck, pallanuotista belga († 2013)
- 9 marzo - Gilles Perrault, scrittore e giornalista francese († 2023)
- 9 marzo - Masahiro Shinoda, regista e sceneggiatore giapponese († 2025)
- 10 marzo - Raymond Ackerman, imprenditore sudafricano († 2023)
- 10 marzo - Giancarlo Dughetti, pittore italiano († 1986)
- 10 marzo - Abbondio Smerghetto, canottiere italiano († 2018)
- 10 marzo - Carlo Vittori, velocista e allenatore di atletica leggera italiano († 2015)
- 11 marzo - Gerhard J. Bellinger, storico delle religioni e teologo tedesco († 2020)
- 11 marzo - Ion Besoiu, attore rumeno († 2017)
- 11 marzo - Diane Brewster, attrice statunitense († 1991)
- 11 marzo - Marisa Del Frate, cantante, attrice e showgirl italiana († 2015)
- 11 marzo - Heinz-Dietrich Doebner, fisico tedesco († 2022)
- 11 marzo - Janosch, scrittore, drammaturgo e illustratore tedesco
- 11 marzo - Rupert Murdoch, editore, imprenditore e produttore televisivo australiano
- 12 marzo - Raffaele Delfino, politico italiano († 2024)
- 12 marzo - Herbert Dwight Kelleher, dirigente d'azienda statunitense († 2019)
- 12 marzo - Giuliana Lanata, filologa classica e traduttrice italiana († 2008)
- 12 marzo - Désiré Ligon, cestista belga († 2018)
- 12 marzo - Rino Marcelli, attore teatrale italiano († 2016)
- 12 marzo - Billie Thomas, attore statunitense († 1980)
- 12 marzo - Giorgio Zaccarelli, politico italiano († 2015)
- 13 marzo - Giuseppe De Grazia, politico italiano
- 13 marzo - Pietro Giammanco, magistrato italiano († 2018)
- 13 marzo - Wolfgang Kohlhaase, regista e sceneggiatore tedesco († 2022)
- 13 marzo - Henry Källgren, calciatore svedese († 2005)
- 13 marzo - Kyösti Lehtonen, lottatore finlandese († 1987)
- 13 marzo - Marcelo Quiroga Santa Cruz, politico boliviano († 1980)
- 13 marzo - Antonio Stanghellini, fisico italiano († 1964)
- 13 marzo - Giosuè Stucchi, calciatore e allenatore di calcio italiano († 2021)
- 13 marzo - Olof Tegström, inventore svedese († 2009)
- 13 marzo - Giuliano Vangi, pittore, scultore e insegnante italiano († 2024)
- 14 marzo - Guido Angeli, personaggio televisivo italiano († 2008)
- 14 marzo - Saïd Brahimi, calciatore francese († 1997)
- 14 marzo - Norberto Conde, calciatore argentino († 2014)
- 14 marzo - Giuseppe Dante, ciclista su strada italiano († 2018)
- 14 marzo - Constantin Dumitrescu, ex pugile rumeno
- 14 marzo - Giorgio Forattini, disegnatore, vignettista e giornalista italiano
- 14 marzo - Anna Gréki, poetessa francese († 1966)
- 14 marzo - Roberto Lerici, editore, commediografo e sceneggiatore italiano († 1992)
- 14 marzo - Cleto Maule, ciclista su strada italiano († 2013)
- 14 marzo - Enzo Sartori, calciatore italiano († 2024)
- 15 marzo - Antonio Di Cicco, scrittore italiano († 1989)
- 15 marzo - D. J. Fontana, musicista statunitense († 2018)
- 15 marzo - Jurij Pantjuchov, hockeista su ghiaccio sovietico († 1982)
- 16 marzo - Ángel Atienza, artista e calciatore spagnolo († 2015)
- 16 marzo - Juan Alberto Barea, cestista argentino († 2012)
- 16 marzo - Elliott Belgrave, politico barbadiano
- 16 marzo - Augusto Boal, regista teatrale, scrittore e politico brasiliano († 2009)
- 16 marzo - Acúrcio Carrelo, calciatore portoghese († 2010)
- 16 marzo - Ennio Finzi, pittore italiano († 2024)
- 16 marzo - Anthony Kenny, filosofo, teologo e educatore britannico
- 16 marzo - Guido Rossi, giurista, avvocato e politico italiano († 2017)
- 17 marzo - Pat Dunn, cestista statunitense († 1975)
- 17 marzo - Rubén Olavarrieta, ex cestista paraguaiano
- 17 marzo - José María Orúe, calciatore spagnolo († 2007)
- 17 marzo - Arnold Sowinski, allenatore di calcio e calciatore francese († 2020)
- 17 marzo - Thorvald Strömberg, canoista finlandese († 2010)
- 17 marzo - André Vlayen, ciclista su strada belga († 2017)
- 18 marzo - Vlastimil Bubník, hockeista su ghiaccio e calciatore cecoslovacco († 2015)
- 18 marzo - Howard Coble, politico statunitense († 2015)
- 18 marzo - Aristide Gunnella, politico e dirigente d'azienda italiano († 2025)
- 18 marzo - Ian McMillan, calciatore scozzese († 2024)
- 18 marzo - John Mollo, costumista e scrittore inglese († 2017)
- 18 marzo - Gino Moncada Lo Giudice, ingegnere, dirigente d'azienda e politico italiano
- 18 marzo - Piero Rattalino, pianista, musicologo e critico musicale italiano († 2023)
- 18 marzo - Nicanor Sagarduy Gonzalo, calciatore spagnolo († 1998)
- 19 marzo - Emma Andijevs'ka, poeta, scrittrice e pittrice ucraina
- 19 marzo - Ilija Argirov, cantante bulgaro († 2012)
- 19 marzo - Marceau Esquieu, scrittore e poeta francese († 2015)
- 19 marzo - Francesco Paolo Fulci, diplomatico italiano († 2022)
- 19 marzo - Bill Hoskyns, schermidore britannico († 2013)
- 19 marzo - Doug Laing, pallanuotista australiano († 2014)
- 19 marzo - Alan Newton, pistard britannico († 2023)
- 19 marzo - Pepe Ortiz, calciatore spagnolo († 2001)
- 19 marzo - Vanni Ronsisvalle, scrittore, giornalista e autore televisivo italiano
- 19 marzo - Józef Rubiś, fondista e biathleta polacco († 2010)
- 19 marzo - Mario Scaglia, scrittore e poeta italiano († 2006)
- 19 marzo - Dieter Schlüter, ingegnere e imprenditore tedesco († 2021)
- 19 marzo - Robert Trimboli, mafioso e imprenditore australiano († 1987)
- 20 marzo - István Avar, attore ungherese († 2014)
- 20 marzo - Hal Linden, attore e cantante statunitense
- 20 marzo - Rein Raamat, regista e sceneggiatore estone
- 20 marzo - Karen Steele, attrice statunitense († 1988)
- 20 marzo - Jan Zagers, ciclista su strada belga († 2022)
- 21 marzo - Vitalij Evgen'evič Aksёnov, regista sovietico († 2020)
- 21 marzo - Catherine Gibson, nuotatrice britannica († 2013)
- 21 marzo - Virginio Guidazzi, calciatore italiano († 1974)
- 21 marzo - Alda Merini, poeta, aforista e scrittrice italiana († 2009)
- 21 marzo - Richard Ratsimandrava, politico e militare malgascio († 1975)
- 21 marzo - Joseph Raz, filosofo israeliano († 2022)
- 21 marzo - Al Williamson, fumettista statunitense († 2010)
- 22 marzo - Lia Dettori Aiello, politica italiana
- 22 marzo - James Gobbo, politico, giudice e avvocato australiano († 2021)
- 22 marzo - Paul G. Hewitt, fisico statunitense
- 22 marzo - Patricia Norris, costumista e scenografa statunitense († 2015)
- 22 marzo - Anna Piaggi, giornalista, scrittrice e traduttrice italiana († 2012)
- 22 marzo - Burton Richter, fisico statunitense († 2018)
- 22 marzo - William Shatner, attore e regista canadese
- 22 marzo - Ann Shulgin, scrittrice statunitense († 2022)
- 22 marzo - Leslie Thomas, scrittore inglese († 2014)
- 22 marzo - Billy Vessels, giocatore di football americano statunitense († 2001)
- 23 marzo - Evgenij Grišin, pattinatore di velocità su ghiaccio sovietico († 2005)
- 23 marzo - Boris Gurevič, lottatore sovietico († 1995)
- 23 marzo - Osvaldo Güenzatti, ex calciatore argentino
- 23 marzo - Viktor Korčnoj, scacchista sovietico († 2016)
- 23 marzo - Evdokija Mekšilo, fondista sovietica († 2013)
- 23 marzo - Joseph Mewis, lottatore belga († 2025)
- 23 marzo - Masako Togawa, scrittrice, attrice e cantante giapponese († 2016)
- 24 marzo - Connie Hines, attrice statunitense († 2009)
- 24 marzo - Zaur K'aloevi, calciatore sovietico († 1997)
- 24 marzo - Thelma Kalama, nuotatrice statunitense († 1999)
- 24 marzo - Renzo Orrù, fumettista, illustratore e pittore italiano († 2013)
- 24 marzo - Lietta Tornabuoni, giornalista e critica cinematografica italiana († 2011)
- 25 marzo - Jack Chambers, artista e regista cinematografico canadese († 1978)
- 25 marzo - Bohumil Golián, pallavolista e allenatore di pallavolo cecoslovacco († 2012)
- 25 marzo - Paul Motian, batterista, compositore e musicista statunitense († 2011)
- 25 marzo - Kirsten Nilsson, attrice teatrale tedesca († 2017)
- 25 marzo - Marirosa Toscani Ballo, fotografa italiana († 2023)
- 25 marzo - Tom Wilson, produttore discografico statunitense († 1978)
- 26 marzo - Arthur Komar, fisico e docente statunitense († 2011)
- 26 marzo - Nicolao Merker, filosofo, germanista e saggista italiano († 2016)
- 26 marzo - Leonard Nimoy, attore, regista e sceneggiatore statunitense († 2015)
- 27 marzo - Larissa Bonfante, archeologa e etruscologa italiana († 2019)
- 27 marzo - Walter Hooper, scrittore e religioso statunitense († 2020)
- 27 marzo - David Janssen, attore statunitense († 1980)
- 27 marzo - Jenny Luna, cantante italiana
- 27 marzo - Domenico Minuto, storico italiano
- 27 marzo - Tandra Quinn, attrice statunitense († 2016)
- 27 marzo - Artur Santos, calciatore portoghese († 2025)
- 28 marzo - Franco Boiardi, politico italiano († 2009)
- 28 marzo - Stelio Candelli, attore italiano († 2017)
- 28 marzo - Frédéric de Pasquale, attore francese († 2001)
- 28 marzo - Anatolij Lejn, scacchista statunitense († 2018)
- 28 marzo - Vincenzo Mancini, politico italiano († 1996)
- 29 marzo - Aris Accornero, sociologo e sindacalista italiano († 2018)
- 29 marzo - Ștefan Andrei, politico rumeno († 2014)
- 29 marzo - Sopubek Begaliev, economista kirghiso († 2002)
- 29 marzo - Ruth Flowers, disc jockey britannica († 2014)
- 29 marzo - Aleksej Aleksandrovič Gubarev, cosmonauta sovietico († 2015)
- 29 marzo - Paolo Gucci, imprenditore e stilista italiano († 1995)
- 29 marzo - Mario Mazzoni, calciatore e allenatore di calcio italiano († 2019)
- 29 marzo - Arne Selmosson, calciatore svedese († 2002)
- 29 marzo - Norman Tebbit, politico britannico († 2025)
- 30 marzo - Yoshimitsu Banno, regista, sceneggiatore e produttore cinematografico giapponese († 2017)
- 30 marzo - Stephanus Botha, pallanuotista sudafricano († 2017)
- 30 marzo - Roger Brunet, geografo francese
- 30 marzo - Nicola Corbascio, compositore, pianista e fisarmonicista italiano († 2008)
- 30 marzo - John Güttke, biatleta svedese († 2007)
- 30 marzo - Evelyn Lovequist, attrice e modella statunitense († 1996)
- 30 marzo - Amos Mariani, allenatore di calcio e calciatore italiano († 2007)
- 30 marzo - Claude Marin, fumettista francese († 2001)
- 31 marzo - Antonio Caprioli, calciatore italiano († 1990)
- 31 marzo - Tamara Tyškevič, pesista sovietica († 1997)
- 31 marzo - Antonio Vitullo, arbitro di calcio italiano († 2023)